# 포로들 (희곡)
《포로들》은 이재현(李載賢)의 장막 희곡작품이다. 5·16 민족문화상 공모 희곡부 당선작이다. 1972년 '국립극단' 공연. 이기하(李基夏) 연출.전쟁과 휴머니즘의 갈등, 이데올로기와 개인의 자유와의 갈등을 다룬 최초의 서사적 연극(敍事的演劇)의 성공작이다. 이재현은 이미 1950년대에 데뷔, 많은 작품을 남겼지만 역사를 조감하는 안목과 새로운 연극 수법으로 이 작품에서 크게 주목을 받았다.  휴전(休戰)을 얼마 앞둔 거제도 포로수용소, 제네바 협정을 내세워 형식주의 노예가 된 수용소 당국 밑에서 공산분자들은 마음놓고 조직을 확대하고 우경(右傾) 포로들에 대한 테러 행위를 자행한다. 포로 가운데 영철은 부산에 피난 온 옛 고향 애인을 통해 그를 알게 된 군목(軍牧)의 설득에도 불구하고 북송을 희망한다. 두고 온 부모가 계신 고향으로 가고 싶다는 순수한 생각에서이다. 그러나 그 순수성은 이데올로기에 짓밟히고 그를 역이용하려는 공산분자(共産分子)에게 고문을 당하고 나자 생각이 바뀌지만, 이미 저들은 수용소 소장을 납치하고 저들의 요구를 관철시킨 뒤였다. 신임 소장에 의해 강경한 조처가 내려진 가운데 영철은 저들의 마수를 탈출하려 하지만 그만 피살당하고 만다. 타의적으로 결정된 인간의 비극을 고발하고 각성시킨 수작(秀作)이다.